# Brian Viloria
Brian Viloria (ur. 24 listopada 1980 w Waipahu na Hawajach) – amerykański bokser filipińskiego pochodzenia, aktualny zawodowy mistrz świata w wadze muszej (do 112 funtów) organizacji WBO oraz były mistrz świata organizacji IBF i WBC w kategorii junior muszej (do 108 funtów).

## Kariera amatorska
W 1999 roku zdobył tytuł mistrza Stanów Zjednoczonych. W tym samym roku w zdobył złoty medal w wadze papierowej na mistrzostwach świata amatorów w Houston. Rok później wystąpił na igrzyskach olimpijskich w Atenach. W pierwszej walce wygrał z Siergiejem Kazakowem, jednak w drugiej rundzie przegrał z późniejszym złotym medalistą Brahimem Asloumem. Jego bilans walk amatorskich to 230 zwycięstw przy zaledwie 8 porażkach.

## Kariera zawodowa
Zawodową karierę rozpoczął w maju 2001 roku. W swojej 17 walce (jedna z walk została uznana za nieodbytą z powodu kontuzji wywołanej uderzeniem głową), 10 września 2005 roku, zmierzył się z Erikiem Ortizem w walce o mistrzostwo świata federacji WBC. Viloria znokautował rywala już w pierwszej rundzie i zdobył pas mistrzowski. Pięć miesięcy później w pierwszej obronie swojego tytułu pokonał na punkty José Antonio Aguirre, byłego mistrza świata WBC w kategorii słomkowej.
10 sierpnia 2006 roku doznał pierwszej porażki w zawodowej karierze i stracił tytuł mistrza świata, przegrywając na punkty z Omarem Niño Romero. Trzy miesiące później doszło do walki rewanżowej między oboma pięściarzami. Romero wygrał walkę decyzją większości, mimo że dwukrotnie, w piątej i dziewiątej rundzie, był liczony. Jednak wkrótce po pojedynku w organizmie Romero wykryto niedozwolone środki dopingujące (metamfetaminę), walkę uznano więc za nieodbytą, a Meksykaninowi odebrano pas mistrzowski.
O wakujący tytuł Viloria zmierzył się 14 kwietnia 2007 roku z Edgarem Sosą, przegrał jednak decyzją większości na punkty. W 2008 roku wygrał pięć kolejnych pojedynków w kategoriach wagowych muszej i junior koguciej, po czym dostał szansę walki o kolejny tytuł mistrza świata w kategorii junior muszej, tym razem organizacji IBF. Viloria wygrał z Ulisesem Solísem przez techniczny nokaut w jedenastej rundzie. Meksykanin doznał rozcięć skóry nad oboma oczami, sędzia odebrał mu też po punkcie w rundach trzeciej i piątej za uderzenia poniżej pasa.
29 sierpnia 2009 roku w pierwszej obronie swojego tytułu pokonał jednogłośnie na punkty Jesusa Iribe z Meksyku. Tytuł stracił w następnej walce, 23 stycznia 2010 roku, przegrywając przez techniczny nokaut w ostatniej, dwunastej rundzie z Kolumbijczykiem Carlosem Tamarą.
Po dwóch wygranych walkach 16 lipca 2011 w Honolulu stanął do pojedynku z mistrzem organizacji WBO w kategorii muszej Meksykaninem Julio Césarem Mirandą. Po bardzo dobrym pojedynku wygrał jednogłośnie na punkty zdobywając tytuł mistrza świata. W pierwszej obronie tytułu, 11 grudnia, pokonał Giovani Segurę (Meksyk) w ósmej rundzie przez techniczny nokaut.